# Kjersti Annesdatter Skomsvold
Kjersti Annesdatter Skomsvold (ur. 3 grudnia 1979 w Oslo) – norweska pisarka.
W 2009 roku debiutowała książką Jo fortere jeg går, jo mindre er jeg (wyd. polskie: Im szybciej idę, tym jestem mniejsza, 2014), która szybko trafiła na listy bestellerów i zdobyła wiele nagród, m.in. Tarjei Vesaas First Book Prize (2009) oraz wyróżnień i nominacji, m.in. do Booksellers’ Prize (2009) oraz do P2 Listeners’ Prize. Książka znalazła się również w finale prestiżowego, międzynarodowego konkursu literackiego International IMPAC Dublin Literary Award.
Skomsvold przerobiła tekst powieści na sztukę, która swoją premierę miała w 2014 r. na deskach Teatru Narodowego w Oslo.
W 2012 r. opublikowała swoją drugą powieść, Monstermenneske, a rok później – zbiór poezji pt. Litt trist matematikk, które również zdobyły wiele pochlebnych opinii. Kjersti Annesdatter Skomsvold publikowała również eseje, opowiadania oraz poezję w antologiach oraz magazynach literackich. Jest jednym z redaktorów magazynu literackiego "Bokvennen litterært magasin".
Książki Skomsvold zostały przetłumaczone na ponad dwadzieścia języków.

## Twórczość[3]
- 2014: Jo fortere jeg går, jo mindre er jeg (dramat)
- 2013: Litt trist matematikk (zbiór poezji)
- 2012: Monstermenneske (powieść)
- 2009: Jo fortere jeg går, jo mindre er jeg (powieść), wyd. polskie: Im szybciej idę, tym jestem mniejsza, Media Rodzina, Poznań 2014,
- 2009: Stille når gruppe (redaktor)